# کوه ژوزی
کوه ژوزی (به لاتین: Mount Zhuzi) یک آتشفشان و قله در تایوان است که در نیو تایپه واقع شده‌است. کوه ژوزی ۱٬۰۹۴ متر بالاتر از سطح دریا واقع شده‌است.